# Lena Teschlade
Lena Teschlade (* 27. April 1988) ist eine deutsche Politikerin (SPD). Sie ist seit 2022 Abgeordnete im Landtag von Nordrhein-Westfalen.

## Leben
Lena Teschlade wuchs im Kreis Borken auf. Sie studierte zunächst berufsbegleitend in den Jahren 2006 bis 2010 Soziale Arbeit mit Bachelorabschluss in Enschede, anschließend das Fach Soziale Arbeit mit Masterabschluss im Jahr 2010. Später schloss sie wiederum berufsbegleitend ein ergänzendes Studium des Businessmanagements ebenfalls mit einem Master ab.
Sie leitete von 2014 bis 2016 eine Fachberatungsstelle für Betroffene von Menschenhandel/Prostitution, danach war sie ab 2018 als Geschäftsführerin im Bereich der Arbeitsmarktintegration junger und langzeitarbeitsloser Menschen tätig.

## Partei und Politik
Bei der Landtagswahl in Nordrhein-Westfalen 2022 gewann Teschlade das Direktmandat im Landtagswahlkreis Köln IV und zog als Abgeordnete in den Landtag von Nordrhein-Westfalen ein.